# Dom z małych kostek
Dom z małych kostek (jap. つみきのいえ Tsumiki no ie) – japoński film krótkometrażowy z 2008 roku w reżyserii i na podstawie scenariusza Kunio Katō.

## Nagrody
| Nazwa nagrody | Wygrane                                                  | Nominacje    |
| ------------- | -------------------------------------------------------- | ------------ |
| Oscar         | 2009 Najlepszy krótkometrażowy film animowany Kunio Katô | 2009 wygrana |